# Mallada traviatus
Mallada traviatus är en insektsart som först beskrevs av Banks 1940.  Mallada traviatus ingår i släktet Mallada och familjen guldögonsländor. Inga underarter finns listade i Catalogue of Life.